# وبگاه شخصی
سایت‌های شخصی یا پرسنلی در تار جهان گستر وب به سایت‌هایی گفته می‌شوند که محتویات آن، شامل خصوصیات یک فرد است تا یک شرکت. سایت‌های شخصی معمولاً برای اهدافی چون در اختیار قرار دادن اطلاعات یا به منظور سرگرمی ایجاد شده‌است؛ ولی می‌تواند به عنوان انتقال تجربیات شخصی، بازاریابی و به اشتراک گذاری نیز استفاده شود.
از نظر تکنیکی، صفحه خانگی (صفحه فهرست بندی) یک سایت معمولاً به‌طور پراکنده، شامل معرفی جالب و جذاب برای بازدید کنندگان است و همچنین به فهرست مطالب درون سایت، مانند رزومه، خانواده، اسالت، یک بلاگ شخصی داخل سایت، عقیده‌ها، مجلات آنلاین، کارها، کلیپ‌های صوتی، فیلم‌ها، عکس‌ها و چیزهای مورد علاقه دیگر اشاره دارد. بسیاری از صفحه‌های شخصی فقط شامل اطلاعاتی از قبیل مطالب مورد علاقه دوستان و خانواده هستند اما بسیاری دیگر می‌توانند شامل موضوعات با ارزش تر و دایرکتوری‌ها باشند.

## تاریخچه
در اوایل سال ۱۹۹۰، بیشتر ارائه دهندگان اینترنت (به انگلیسی ISPs) یک صفحه کوچک شخصی رایگان را به وسیله سرویس‌های رایگان خبرگزاری یوزنت فراهم کردند. این‌ها تمام چیزی بود که سرویس اینترنت برای آن‌ها فراهم کرده بود. همچنین تعدادی سرویس رایگان میزبانی وب همچون geocities که هاست رایگان برای وب سایت‌های شخصی ارائه می‌داد وجود داشت. در اوایل سال ۲۰۰۰ میلادی، سرویس‌های وبلاگ نویسی، با امکاناتی نظیر، قابلیت انتقال و از پیش طراحی شده مانند my blog باعث شد تا سایت‌های شخصی به پیش برده شوند. در همین زمان، با افزایش محبوبیت سرویس شبکه‌های اجتماعی، و پلتفرم‌های وبلاگ‌نویسی نظیر blogger باعث شد تا کار با cmsها بسیار جالب و لذت بخش شود.
با ترکیدن حباب .com صنعت ISPها محکم تر شدند، و تمرکز خودشان را بر روی سرویس‌های میزانی وب گذاشتند، برای مثال: بسیاری از آن‌ها برای دانشگاه‌ها و استادان وب سایت‌های شخصی ایجاد می‌کردند. شرکت‌های میزبانی وب از آن‌ها شارژ ماهانه دریافت می‌کردند؛ یا اساس میزبانی را بر روی تبلیغات ماهانه‌ای که روی سایت‌های آن‌ها قرار داشت می‌گذاشتند.

## انگیزه
هنگامی که HTML و سایر تکنولوژی‌های برنامه‌نویسی زیاد مناسب نبودند، حساب‌های کاربری در شبکه‌های اجتماعی راهی سریعتر و آسان‌تر برای راه‌اندازی یک صفحه وب شخصی بودند.
صفحات وب شخصی می‌توانند برای معرفی شخص مورد استفاده قرار بگیرند، تا به سرعت بتوان به اطلاعات دسترسی پیدا کرد. وب سایت‌های شخصی می‌توانند چگونه دیده شدن شخص و اینکه یک شخص دوست دارد آنلاین به چه صورت ظاهر شود را کنترل کنند.
همچنین در وب سایت‌های شخصی مقدار انتقال اطلاعات و آزادی اطلاعات نسبت به شبکه‌های اجتماعی بسیار بیشتر است؛ و می‌توان چندین پروفایل شخصی در شبکه‌های اجتماعی را در وب سایت به همدیگر متصل کرد.
این سایت‌ها می‌توانند ابهام بین شما و یک شخص که نامی مانند شما دارد را برطرف کنند؛ و برای اصلاحات افکار در مورد شما نیز می‌توان از آن‌ها استفاده کرد.
در این اواخر وب سایت‌های شخصی با نام صفحات خانگی شناخته می‌شوند؛ که شامل لینک‌ها، کارهایی که باید انجام شوند و اطلاعاتی که برای خواننده می‌تواند مفید واقع شود هستند. در این روزها که موتورهای جستجو هنوز در دوران کودکی و اول راه قرار دارند، این صفحات می‌توانند راهنمای خوبی برای هدایت کاربران واقع شوند.

## مغایرت با شبکه‌ها اجتماعی
هر دو وب سایت‌های شخصی و شبکه‌های اجتماعی به شما اجازه اینکه چگونه دیده شوید را می‌دهند. در قرن ۲۱ بسیاری از کاربران به شبکه‌های اجتماعی رایگان نظیر توییتر، فیس بوک یا گوگل پلاس متصل شدند تا بدون داشتن اطلاعات خاصی در زمینه طراحی سایت صفحه شخصی خود را ایجاد کنند. در حالی که در بسیاری از موارد پیش نیازها وجود ندارند سرویس‌های میزبانی وب کمک بیشتر و راه حل‌های آسان‌تری را در زمینه ساخت صفحات وب می‌تواند پیش روی شما قرار دهد. ساختار «جعبه سیاه» شبکه‌های اجتماعی می‌تواند مسیر را بهتر پیش روی شما قرار دهد، اما آن‌ها محدودیت در قالب بندی و حجم ارسالی محتواها و نوع محتوا و… دارند. برای مثال: بسیاری از شبکه‌های اجتماعی در زمینه ارسال محتویات صوتی برای کاربران معمولی محدودیت دارند.
موارد اختلاف دیگری هم وجود دارند. بر عکس صفحات وب شخصی، سرویس شبکه‌های اجتماعی بر اساس تبلیغات بنا نهاده شده‌اند «همچنین ربات‌های آن‌ها می‌توانند آزادانه به تمام محتویات و حساب کاربری شما دسترسی پیدا کنند». به هرحال بسیاری از شبکه‌های اجتماعی و برنامه نویسان آن‌ها به محتوای شما دسترسی دارند.
یک دلیل افزایش وب سایت‌های شخصی ایجاد urlهای اختصاصی و ساده و اختصاصی مانند www.name.com است که باعث می‌شود سریعتر پیدا شوید و زودتر به نتیجه برسید. اما یک نام مانند www.yourname.othercompany.com باعث می‌شود احساس شود که شما اجاره‌ای هستید یا زیر مجموعه یک شرکت هستید یا شخص سومی دارد منفعت می‌برد.
حس آزادی به این دلیل در وب سایت‌ها وجود دارد که محتوای شما بدون سانسور شدن می‌تواند نمایش داده شود و بدون ترس یا خفقان می‌توانید به نشر محتویات خود بپردازید.

## وب سایت‌های آکادمیکی
فنی‌ها (مخصوصا در سطوح کالج و دانشگاه‌ها) اغلب اوقات دارای یک فضا برای ذخیره اسناد شخصی بر روی وب هستند؛ که شامل صفحه وب شخصی، سایت افراد مرتبط با کار آن‌ها می‌شود. در تار جهان گستر وب این یک راه بسیار خوب برای و سریع برای به اشتراک گذاری مقالات، اسناد، آموزش‌ها و… است.

## نام دامنه
بسیاری از افراد نام دامنه‌ای به صورت firstNameLastName (نام و نام خانوادگی پشت سر هم) پیدا می‌کنند؛ و برای بالاترین قسمت دامنه، معمولاً برای ایران از پسوند .ir استفاده می‌کنند اگر دامنه انتخابی آن‌ها قبلاً به ثبت رسیده باشد از قسمت میانی نام یا مخفف نام استفاده می‌کنند.
پسوند دامنه با عنوان .name معمولاً برای سایت‌های شخصی مورد استفاده قرار می‌گیرد اگرچه از معروفیت زیادی در این زمینه بر خوردار نیست.
وب سایت‌های شخصی می‌تواند به‌طور عموم شامل پسوندهای .co و .net نیز باشد. یا با توجه به شغل فرد پسوند اختصاصی آن را انتخاب نماید برای مثال: پسوندهای .work نیز باشد.